# Patrick D’Rozario

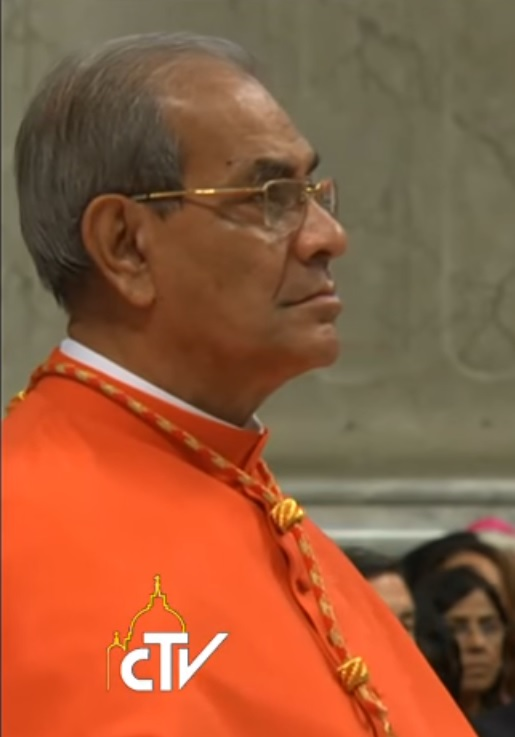
Patrick Kardinal D’Rozario (2016)

Patrick Kardinal D’Rozario CSC (* 1. Oktober 1943 in Padrishibpur, Barishal) ist ein bangladeschischer Ordensgeistlicher, emeritierter Erzbischof von Dhaka und Kardinal der römisch-katholischen Kirche.

## Leben
Patrick D’Rozario trat der Ordensgemeinschaft der Kongregation vom Heiligen Kreuz bei, legte am 14. Juni 1962 die Profess ab und empfing am 8. Oktober 1972 das Sakrament der Priesterweihe.
Papst Johannes Paul II. ernannte ihn am 21. Mai 1990 zum Bischof von Rajshahi. Der Bischof von Dinajpur, Theotonius Gomes CSC, spendete ihm am 12. September desselben Jahres die Bischofsweihe; Mitkonsekratoren waren Michael Rozario, Erzbischof von Dhaka, und Piero Biggio, Apostolischer Pro-Nuntius in Bangladesch.
Am 3. Februar 1995 wurde er zum Bischof von Chittagong ernannt. Papst Benedikt XVI. ernannte ihn am 25. November 2010 zum Koadjutorerzbischof von Dhaka. Mit der Emeritierung Paulinus Costas folgte er diesem am 22. Oktober 2011 im Amt des Erzbischofs von Dhaka nach.
Im Konsistorium vom 19. November 2016 nahm ihn Papst Franziskus als Kardinalpriester mit der Titelkirche Nostra Signora del Santissimo Sacramento e Santi Martiri Canadesi in das Kardinalskollegium auf. Die Besitzergreifung seiner Titelkirche fand am 13. Mai des folgenden Jahres statt.
Am 23. Dezember 2017 ernannte ihn der Papst zum Mitglied des Dikasteriums für die ganzheitliche Entwicklung des Menschen.
Am 30. September 2020 nahm Papst Franziskus das von Patrick D’Rozario aus Altersgründen vorgebrachte Rücktrittsgesuch an.